# Anterósz pápa
Szent Anterósz (latinul: Anterus), (2. század – 236. január 3.) volt a 19. pápa Szent Péter trónján 235. november 21-től. Elődje, Pontiánusz pápa és Hippolütosz ellenpápa fogságukban, Szardínián békét kötöttek, és lemondtak a pápaságról Anterósz javára.

## Élete
Mintegy hét napos trónüresedés után 235. november 21-én lett pápa. Rövid uralkodása alatt, amely mindössze néhány hétig tartott, nem sok máig fennmaradt emlék gyűlt össze. Mindössze annyit tudunk róla, hogy görög származású volt, és gyűjtötte a vértanú pápák aktáit.
Azonban 236. január 3-án meghalt. A hagyomány szerint ő is mártírhalált halt, azonban ezt mindmáig nem sikerült bebizonyítani. Az első pápa, akit a Calixtus-katakomba pápakriptájában helyeztek örök nyugalomra. Sírfeliratának töredékeit is megtalálták. Ünnepét január 3-án tartják.

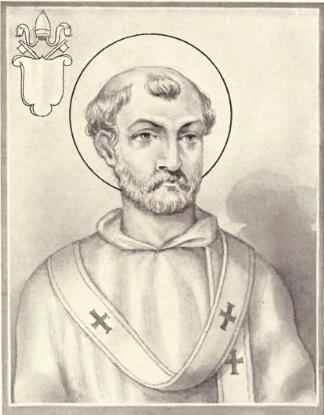
1911-es ábrázolás

## Művei
- Documenta Catholica Omnia (latin nyelven). [2015. szeptember 23-i dátummal az eredetiből archiválva]. (Hozzáférés: 2011. december 6.)